# Miniso
Miniso (en chinois simplifié : 名创优品 ; en chinois traditionnel : 名創優品) est une chaîne chinoise de magasins spécialisée dans les biens de grande consommation comme les cosmétiques, la papeterie, les jouets et les ustensiles de cuisine.

## Historique
L'entreprise est fondée en 2013 en Chine par l’entrepreneur chinois Ye Guofu et le designer japonais Miyake Junya,. Le siège de la société est à Guangzhou en Chine.
En 2022, la marque revendique plus de 2 000 boutiques dans 90 pays, et un chiffre d’affaires de 1,6 milliard d’euros en 2021.[réf. nécessaire]

### En France
- En 2019, la première boutique ouvre à La Réunion[6].
- En 2020, Nicolas Rey, Jonathan Siboni et Ariel Wizman obtiennent et développent la franchise[7],[8].
- En 2020, la marque ouvre sa première boutique en France métropolitaine, à Paris[9].
- En 2023, la marque annonce 15 boutiques et 70 salariés en 2023.